# Богдо-гэгэн VI
Лобсан Тубден Чокьи Гьялцен (монг. Лувсантөвдөнчойжижалцан; 1842—1848) — шестой Богдо-гэгэн, духовный глава традиции гелуг тибетского буддизма в Монголии, одновременно Джебдзун-Дамба-хутухта XXI. Был шестым Джебдзун-Дамба Монголии и четвёртым из них тибетского происхождения. Он был вторым Богдо-гэгэном, избранным с помощью Золотой чаши (или «Золотой урны»).
Родился в Тибете. Из скромной семьи. Его отец был пастухом ослов. Был найден и определён, как перевоплощение Пятого Богдо-гэгэна вскоре после его смерти. Пятилетним прибыл в Монголию, где находился на троне всего 59 дней. Умер от оспы шести лет отроду. Во время его короткого правления столица находилась в Толгойте. Его останки хранились в ургинском монастыре Дамбадаржайлин.